# San Casciano dei Bagni
San Casciano dei Bagni is een gemeente in de Italiaanse provincie Siena (regio Toscane) en telt 1713 inwoners (31-12-2004). De oppervlakte bedraagt 91,8 km², de bevolkingsdichtheid is 19 inwoners per km².
De volgende frazioni maken deel uit van de gemeente: Palazzone, Fighine, Celle sul Rigo, Ponte a Rigo.

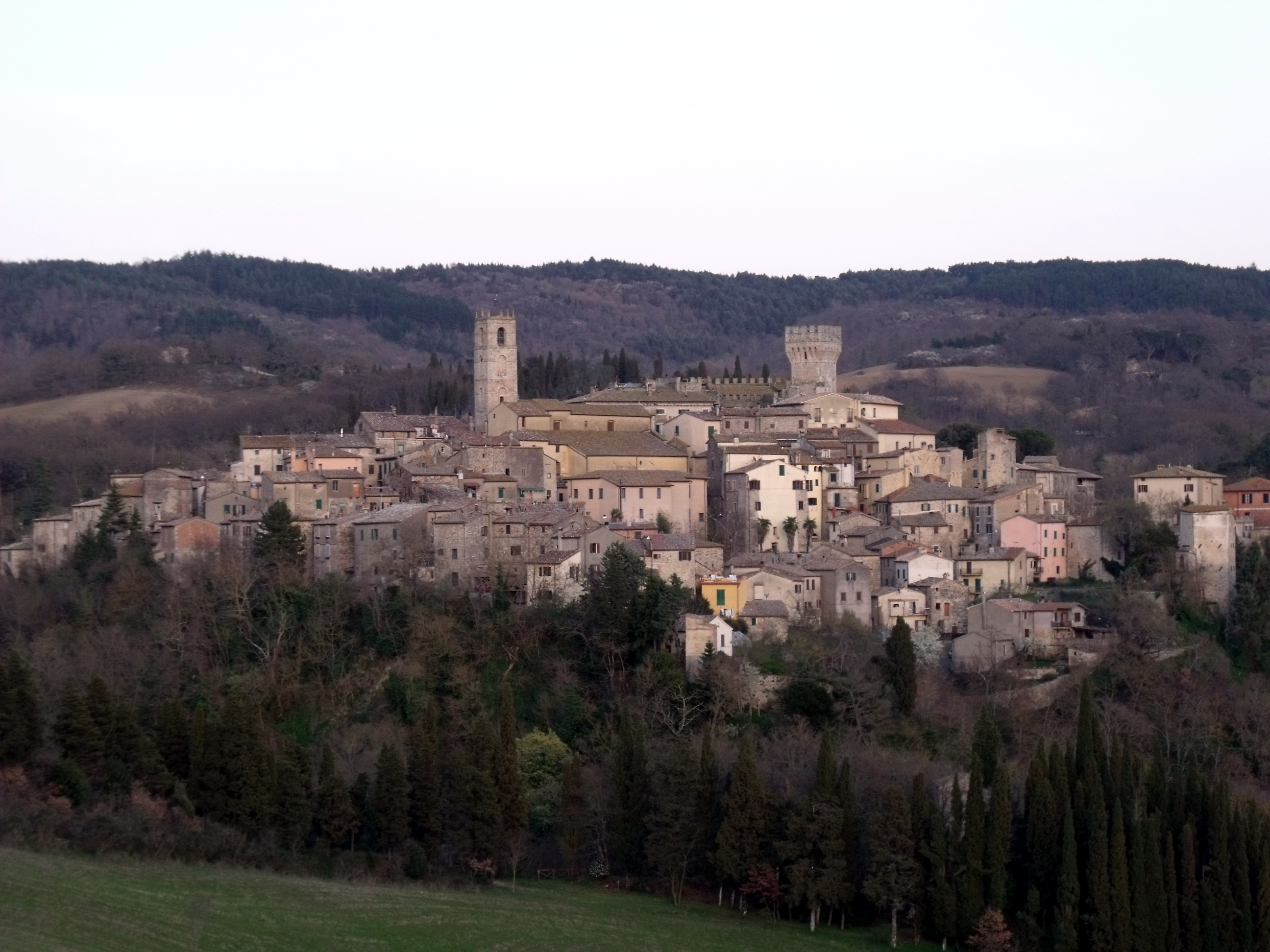
San Casciano dei Bagni
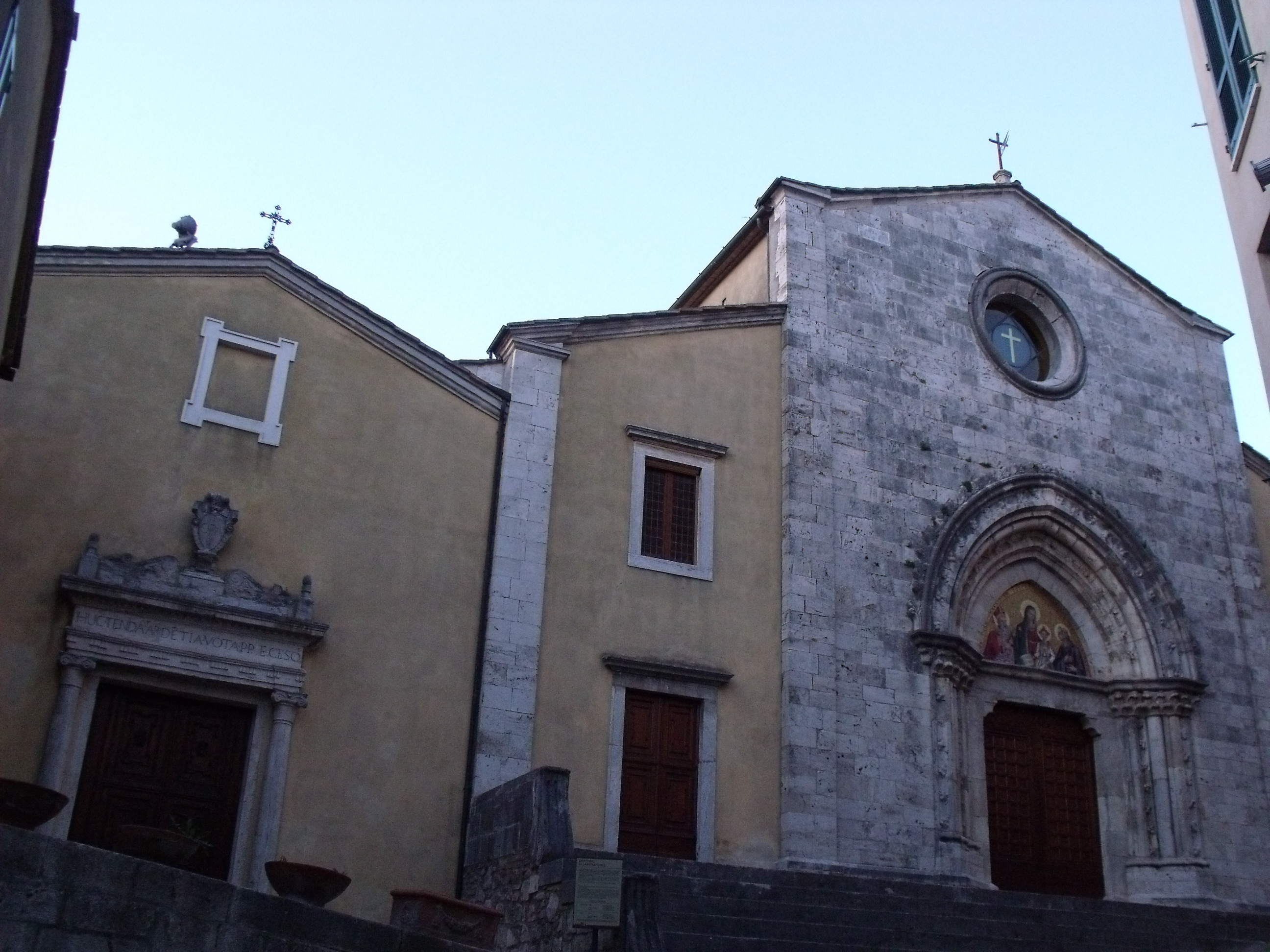
Kerken in San Casciano dei Bagni

## Demografie
San Casciano dei Bagni telt ongeveer 729 huishoudens. Het aantal inwoners daalde in de periode 1991-2001 met 11,7% volgens cijfers uit de tienjaarlijkse volkstellingen van ISTAT.
| Jaar | Inwoneraantal |
| ---- | ------------- |
| 1991 | 1977          |
| 2001 | 1745          |

## Geografie
De gemeente ligt op ongeveer 582 m boven zeeniveau.
San Casciano dei Bagni grenst aan de volgende gemeenten: Abbadia San Salvatore, Acquapendente (VT), Allerona (TR), Cetona, Città della Pieve (PG), Fabro (TR), Piancastagnaio, Proceno (VT), Radicofani, Sarteano.

## Geschiedenis
De geschiedenis van San Casciano is nauw verbonden met de aanwezigheid van warm water, met 42 bronnen, een gemiddelde temperatuur van 42°C en een dagelijkse aanvoer van 5,5 miljoen liter (derde in Europa).
Volgens een legende werden de thermale baden van Balnea Clusina gesticht door Porsenna, een Etruskische koning van Chiusi. De baden waren ook populair in de Romeinse tijd, waarbij Keizer Augustus tot de gebruikers behoorde.
In de 3e en 4e eeuw bestond er in San Casciano een christelijke Pieve van St. Maria ad balneo. Tijdens de Middeleeuwen stond het aanvankelijk onder Lombardische heerschappij, later onder de Visconti di Campiglia en de Abdij van San Salvatore. Troepen van San Casciano namen deel aan de Slag bij Montaperti in 1260. De laatste Visconti heerser was Monaldo, die in 1389 ook podestà van Florence was. San Casciano werd in 1412 overgenomen door de Republiek Siena. In de Renaissance trokken de baden bezoekers uit heel Europa, maar ze raakten in verval vanaf de 19e eeuw en herstelden zich pas aan het begin van de 21e eeuw. 
In 2022 werd bij opgravingen in een oud kuuroord in San Casciano dei Bagni een aantal in uitstekende condities verkerende bronzen beelden ontdekt. De vierentwintig beelden zijn ongeveer 2300 jaar oud. Zij bevonden zich in een Etruskisch-Romeins heiligdom, bij een oude heilige poel aan de bron van Bagno Grande, en dateren uit een periode tussen de eerste eeuw voor Christus en de tweede eeuw na Christus, en waren tot vandaag ondergedompeld in modder en kokend water, waardoor ze bijna volledig intact bleven. Dit heiligdom zou ten minste tot de vijfde eeuw na Christus zijn gebruikt, toen in de christelijke tijd de bassins werden afgesloten met zware stenen zuilen, en de beelden in het water werden gelaten, maar niet vernietigd. Het is het "grootste depot van beelden in het oude Italië en in ieder geval het enige waarvan we de context volledig kunnen reconstrueren", aldus Jacopo Tabolli van de Università per Stranieri van Siena.
 In juni 2024 werden de opgravingen hervat.